# Om natten
"Om natten" är en låt av sågerskan Jessica Folcker. Låten finns med på hennes album På svenska. Hon medverkade med låten i den svenska Melodifestivalen 2005, men tog sig inte vidare till varken finalen eller andra chansen.

## Listor
| Lista             | Topplacering |
| ----------------- | ------------ |
| Sverigetopplistan | 25           |